# Suelo pegajoso
Se denomina “suelo pegajoso” en el ámbito de los estudios de género, a la realidad por la cual las mujeres tienen numerosas dificultades para poder abandonar la esfera de lo privado (el ámbito doméstico), hacia el espacio público, y que le dificultan el acceso al mercado laboral.
Este concepto fue desarrollado por Catherine White Berheide en 1992 para explicar el fenómeno que afecta a las mujeres contrapuesto al techo de cristal. Tanto el techo de cristal como el suelo pegajoso son compatibles para explicar el fenómeno de la segregación vertical de la mujer y han sido aplicados tanto en el sector de la docencia como en el ascenso en las fuerzas armadas.

## Historia
Se utiliza el concepto de “suelo pegajoso” (sticky floor), para intentar explicar la realidad laboral de gran parte de la mano de obra femenina. Este lema se hace eco de los factores que describen la baja calidad del empleo femenino, así como el mayor índice de rotación laboral que afecta a las peor situadas. Son las mujeres quienes protagonizan el tiempo parcial y la temporalidad y suelen concentrarse en sectores de actividad y ocupaciones vinculadas a tareas de limpieza y cuidados y atenciones personales. Empleos donde se dan las peores condiciones laborales y los más bajos salarios, y en los que el “techo de cristal” no suele constituir dificultad alguna.

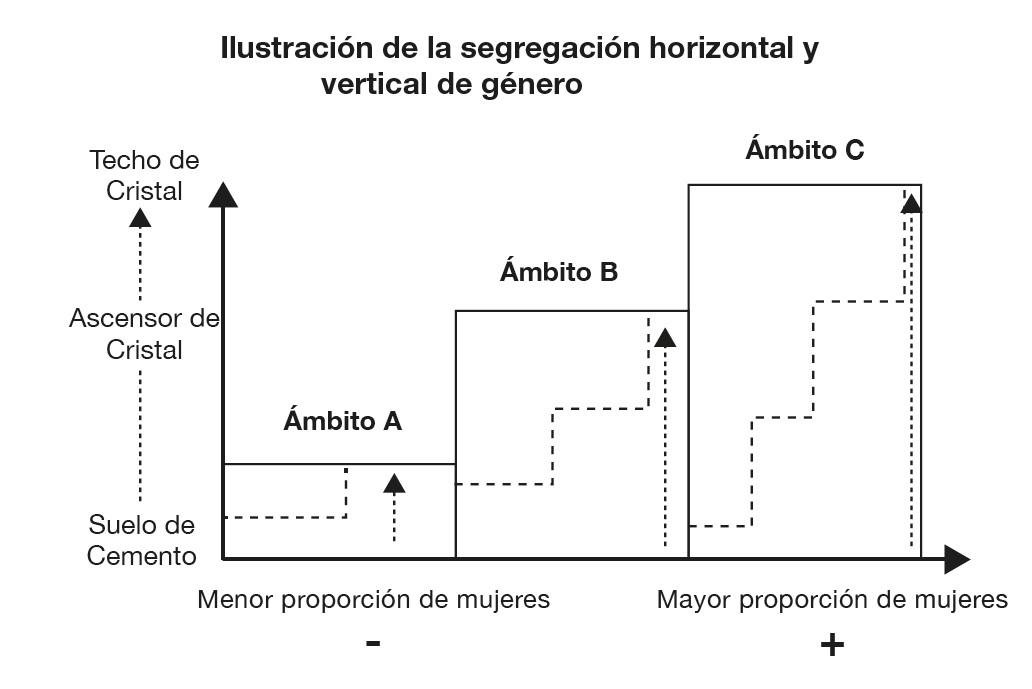
Visualización del suelo pegajoso y techo de cristal en tres ámbitos/sectores tipo. [https://www.researchgate.net/publication/320712411_Segregacion_horizontal_y_vertical_de_genero_en_el_profesorado_-_Horizontal_and_Vertical_Segregation_of_Gender_in_the_Teaching_Profession Fuente: Fleta-Asín & Pan (2017)

La persistencia de los estereotipos de género, pese a la transformación del mundo del trabajo, mantiene separados a hombres y mujeres en espacios paralelos, que asignan mejor remuneración y estatus en función de la pertenencia a los escalones más altos de la economía productiva y castigan a las responsabilizadas del ámbito doméstico. El mercado de trabajo como elemento emancipador sigue siendo un espacio mayoritariamente vedado a millones de mujeres activas del país, que siguen confinadas en sectores de menor cualificación, remuneración y escaso valor añadido.
A este suelo pegajoso también es posible referirse cuando las posibilidades de ascenso de la mujer se ven disminuidas por el hecho de que al tener que hacerse cargo de sus familias, no pueden aumentar su formación con cursos fuera del horario laboral, tienen más dificultades para asistir a reuniones o comidas de empresa, etc. Este efecto de suelo pegajoso tiene una relación directa con la sobrecarga que sufren las mujeres con la doble jornada y la falta de conciliación por parte de los varones, y hace que las mujeres en vez de progresar en su carrera profesional, abandonen sus puestos de trabajo o reduzcan sus jornadas.
El suelo pegajoso también conforma todas aquellas profesiones feminizadas y que por ello pierden valor y disminuye también su salario. La división sexual del trabajo no sólo reparte puestos entre las personas en función de su sexo, sino que valora los puestos de forma desigual, minusvalorando de forma sistemática aquellos asociados a las mujeres. Por tanto, para acabar con la desigualdad de género no basta con repartir puestos desiguales entre las personas en función de criterios distintos al sexo, sino que exige cuestionar la distinta valoración de los diferentes trabajos, recursos y saberes puestos en marcha.
Las mujeres se incorporan al mercado productivo sin abandonar la máxima responsabilidad en el cuidado del hogar, lo que sigue generando disfunciones fundamentales en las formas de inserción laboral de las mujeres: precariedad, historias laborales alteradas, problemas de segregación y fenómenos como el techo de cristal o el suelo pegajoso, que marcan hoy a la mayoría de las trayectorias laborales femeninas en España y cuya solución a futuro no parece ser tampoco muy probable. (TORNS; 2011).
Este fenómeno también se refleja en la universidad, ya que «las mujeres parten siendo mayoría en la universidad, pero son progresivamente adelantadas por sus compañeros, hasta que finalizan siendo una minoría invisible en las categorías más altas»
El personal docente e investigador de las universidades públicas españolas solamente un 39,6 % estaba compuesto por mujeres, agrupándose en su mayoría en los puestos de titulares y profesoras asociadas. Metafóricamente, parece que las mujeres caminen sobre un suelo que las atrae y les impide continuar avanzando, de manera que se encuentran sobre representadas en la parte baja de la pirámide organizacional. Con respecto a la presencia de mujeres catedráticas de universidad, estas representaban el 20,8 % del total de personas catedráticas en universidades públicas. Cabe decir que por cada cuatro hombres catedráticos existe una mujer catedrática.[cita requerida]